# Ljetna univerzijada 1989.
XV. Ljetna univerzijada održana je u Duisburgu u tadašnjoj Zapadnoj Njemačkoj od 22. do 30. kolovoza 1989. godine.
Na Univerzijadi je sudjelovalo 79 država s 1.785 natjecatelja koji su se natjecali u četiri športa (atletika, košarka, mačevanje i veslanje). Najuspješniji je bio SSSR s 9 zlatnih, 11 srebrnih i 8 bronačnih medalja.